# Mikael Marko
Frans Mikael Marko, född 16 februari 1961, är en svensk för detta fotbollsspelare som under åren 1979–1986 gjorde 146 matcher för Kalmar FF i allsvenskan, på vilka han gjorde sju mål. Totalt gjorde Marko 426 matcher i Kalmar FF 1977–1987.
Mikael är son till tidigare Kalmar FF-spelaren Ference Marko som spelade i Kalmar FF åren 1957–1964.

## Karriär
Den 17 oktober 1981, i kvalet till allsvenskan 1982, gjorde Marko båda målen mot IFK Eskilstuna i en 2–0-seger på Fredriksskans i Kalmar, vilket resulterade i att Kalmar FF behöll sin plats i allsvenskan även 1982.

## Meriter

### I klubblag
Kalmar FF
- 2:a plats i Fotbollsallsvenskan 1985 (Dock ingen medalj då SM-slutspel vidtog där KFF förlorade mot blivande mästarna Örgryte IS i semifinal)
- Svenska cupen 1981
- Svenska cupen 1987

### I landslag
Sverige
- U21-landskamper/mål: 5/0